# 14. Unterseebootsflottille
La 14. Unterseebootsflottille était la 14e flottille de sous-marins allemands de la Kriegsmarine pendant la Seconde Guerre mondiale.
Formée à Narvik en Norvège en décembre 1944 comme flottille de combat (Frontflottille), elle est sous le commandement du korvettenkapitän Helmut Möhlmann (en).
Son histoire prend fin en mai 1945 au moment de la capitulation allemande.

## Affectations
- Décembre 1944 à mai 1945 : Narvik.

## Commandement
| Nom                  | Grade            | Début         | Fin      |
| Helmut Möhlmann (en) | Fregattenkapitän | Décembre 1944 | Mai 1945 |

## Unités
La flottille a reçu 8 unités durant son service, comprenant des U-Boote de type VII C et C/41.
Unités de la 14. Unterseebootsflottille:
- U-294, U-295, U-299
- U-318
- U-427
- U-716
- U-995, U-997